# Івановка (Моргауський район)
Іва́новка (рос. Ивановка, чув. Иванăвкă) — присілок у Чувашії Російської Федерації, у складі Москакасинського сільського поселення Моргауського району.
Населення — 116 осіб (2010; 114 в 2002, 196 в 1979; 119 в 1939). Національний склад — чуваші, росіяни.

## Історія
Присілок утворено 1930 року. 1931 року утворено колгосп «Червоне знам'я». До 1939 року перебував у складі Татаркасинського району, 1939 року переданий до складу Сундирського, 1962 року — до складу Чебоксарського, 1964 року — до складу Моргауського району.

## Господарство
У присілку діє магазин.